# 尚涅
尚涅（法語：Champniers，法語發音：[ʃɑ̃pnje] 或 [ʃɑ̃nje]）是法国夏朗德省的一个市镇，位于该省中部，省会昂古莱姆市区以北，属于昂古莱姆区和大昂古莱姆城市公共社区。

## 地名
该地以如下名称在历史文献里出现：Catmerio（1110年）、Campnerio（14世纪）。
上世纪80年代，市议会在地名发音上出现了分歧。传统上该地名的发音为[ʃɑ̃nje]，字母“p”不发音。但同夏朗德河畔圣伊里耶一样，20世纪大量新居民迁入使得/p/的发音流行起来。

## 地理
尚涅（45°42'54"N, 0°12'20"E）面积45.29 平方千米，位于法国新阿基坦大区夏朗德省，该省份为法国西部内陆省份，北起德塞夫勒省和维埃纳省，东临上维埃纳省，东南至多尔多涅省，南至多爾多涅省，西接滨海夏朗德省。
与尚涅接壤的市镇（或旧市镇、城区）包括：阿奈、巴尔扎克、布里、贡-蓬图夫尔、图夫尔河畔吕埃勒。
尚涅的时区为UTC+01:00、UTC+02:00（夏令时）。

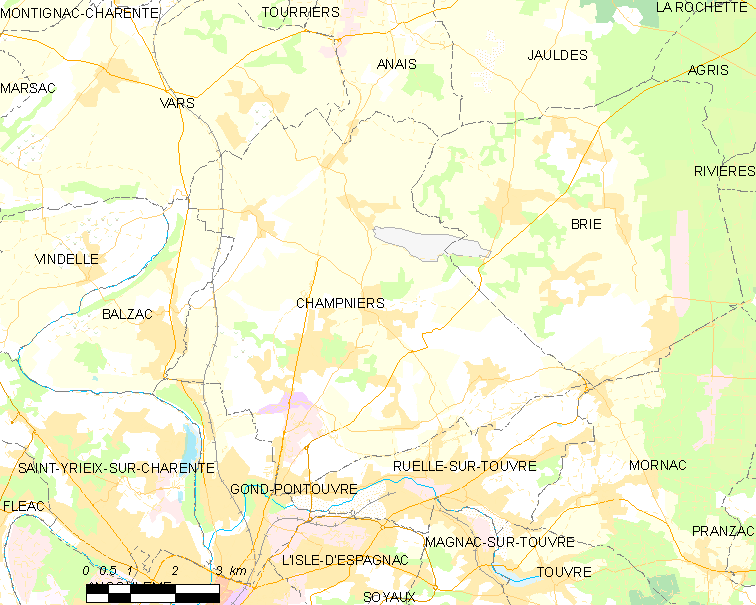
尚涅的OSM定位图

## 行政
尚涅的邮政编码为16430，INSEE市镇编码为16078。

## 政治
尚涅所属的省级选区为贡-蓬图夫尔县。

## 交通
法国国道N10线和N141线在境内南部交汇，夏朗德省省道D12线、D23线、D37线、D105线、D910线和D1000线经过境内。昂古莱姆机场亦位于境内，开通季节性航线。

## 人口

1962-2008年间尚涅人口变化图示

尚涅于2022年1月1日时的人口数量为5237人。